# Jordi Vinyals
Jordi Vinyals Martori (Cardedeu, 21 november 1963) is een Spaans voetbaltrainer en voormalig voetballer.

## Loopbaan als speler
Vinyals kwam in 1978 in La Masía, de jeugdacademie van FC Barcelona, en hij begon in het Cadete-team. De middenvelder doorliep de verschillende elftallen en hij was tevens jeugdinternational. Uiteindelijk speelde Vinyals veertien wedstrijden in het eerste elftal. In 1987 vertrok hij naar CE Sabadell, destijds nog spelend in de Primera División. In het seizoen 1988/1989 behaalde Vinyals als speler van CD Castellón promotie naar La Liga. Vervolgens speelde de middenvelder op het hoogste niveau met Real Oviedo (1989-1990, 1991-1994) en Real Betis (1990-1991). Zijn laatste seizoenen als profvoetballer stond Vinyals onder contract bij Villarreal CF (1994-1996), Terrassa FC (1996-1997) en UE Figueres (1997-1999).

## Loopbaan als trainer
Als trainer was Vinyals werkzaam bij diverse clubs in de Segunda B en Tercera División: Villarreal B (2000-2001), Palamós CF (2001-2002), Gimnàstic Tarragona (2002-2004), Algeciras CF (2004-2005), Terrassa FC (2005-2006), Real Jaén (2006-2007), Miapuesta Castelldefels (2007-2008), CD Castellón (2010) en CE L'Hospitalet (2008-2010, 2011-2012). In 2004 behaalde hij met Gimnàstic promotie naar de Segunda División A. In 2012 werd hij aangesteld als opvolger van Òscar García als trainer van het hoogste jeugdelftal van FC Barcelona, de Juvenil A. Na het ontslag van Eusebio Sacristán werd Vinyals in februari 2015 trainer van FC Barcelona B. In juli van dat jaar werd hij zelf vervangen door Gerard López.